# Selliguea coraiensis
Selliguea coraiensis là một loài dương xỉ trong họ Polypodiaceae. Loài này được Christ mô tả khoa học đầu tiên năm 1908.
Danh pháp khoa học của loài này chưa được làm sáng tỏ. 